# Tímpano (arquitectura)
En arquitectura, el tímpano (del griego τύμπανον y del latín tympanum, 'tambor') es la superficie vertical triangular delimitada por las cornisas inclinadas y la cornisa horizontal de un frontón. En la arquitectura griega, en los templos, el tímpano podía presentarse decorado con relieves o esculturas de arcilla pintada o en piedra donde solía contener escenas religioso-mitológicas.   o, cuando estaba vacío, estaba protegido con materiales ligeros, como membranas de animales, de ahí el nombre griego τύμπανον. por extensión, a veces se habla de tímpano en un gablete, aunque no haya referencia horizontal.
Tímpano designa también el espacio semicircular de una portada, entre el dintel y un arco de medio punto o bóveda de crucería, e, igualmente, un panel tallado que remata esa portada. Está rematada por arquivoltas. También por extensión se habla de tímpano sobre ventanas, aun cuando el arco sea meramente ornamental.
El tímpano suele tener adornos o esculturas escalonadas en varios niveles o registros. Se utiliza especialmente para presentar un bajorrelieve en la fachada de iglesias de arquitectura románica y  gótica. El tímpano de la puerta principal occidental, el más importante, presenta los dogmas fundamentales de la fe cristiana (Cristo en majestad, juicio final, parusía).
Muchas veces, por metonimia, aunque inadecuadamente, se habla de tímpanos en vez de frontones o incluso sobre puertas.
Se encuentra en el Antiguo Egipto en la primera mitad del siglo III a. C. Más tarde se encuentra en la arquitectura griega, luego en la cristiana y en la arquitectura islámica.

## Etimología
Etimológicamente, el término (en latín: tympanum, en griego antiguo: tumpanum) designa un  tambor, es decir, una membrana estirada a través de una abertura (en anatomía como el tímpano, la membrana fibrosa que separa el oído externo y el oído medio). Aquí la membrana está hecha de piedra, estirada a lo largo del arco.
Algunos idiomas, como el español, utilizan el término luneto, lo que es impropio si se considera  la forma (media luna) porque allí no hay ninguna abertura perforada.

## Tímpanos en la arquitectura clásica
En la arquitectura en la Antigua Grecia, especialmente en la construcción de templos, el tímpano es la superficie triangular a dos aguas, que se destacaba por su tamaño y frontalidad y estaba provista de decoración figurativa u ornamental. Esta decoración en los templos griegos solía consistir en figuras totalmente escultóricas. Inicialmente, los tímpanos estaban llenos de poderosos relieves, como los que datan poco después del 600 a. C. El templo de Artemisa fue erigido en Corfú y representa en el medio del tímpano oeste a Gorgona y sus hijos flanqueados por panteras en el medio. En la enjuta del tímpano se representan escenas más pequeñas, como Zeus lanzando rayos en una lucha contra los gigantes. Datado alrededor del 570 a. C., es casi escultórico, pero aún se caracteriza por leones enfrentados. 
La decoración a dos aguas del primer templo de sala circular de la Acrópolis de Atenas, creado en el siglo IV a. C. en cuyas enjutas, entre otros, Hércules lucha contra Tritón. Después de mediados del siglo VI a. C., el esquema compositivo cambia y los grupos de animales se alojan en las enjutas antes de desaparecer completamente de los tímpanos. La composición central la ocupan ahora batallas de dioses o grupos de figuras alineadas. La estima en la que se tenían estos tímpanos con figuras se puede ver en el descubrimiento de las figuras del último Templo Arcaico de Apolo en Delfos, cuyas esculturas de tímpanos fueron retiradas después de la destrucción del templo en el terremoto de 373 a. C. en que quedaron literalmente enterradas. 
La referencia local se vuelve cada vez más evidente como tema de las representaciones individuales de los tímpanos. El tímpano este del templo de Zeus en Olimpia muestra los preparativos para la carrera de carros entre Pélope y Enomao, el gobernante mítico de Pisa, cerca de Olimpia; es el mito del origen del santuario mismo el que se presenta aquí en la posición más destacada. Y la situación es similar con el nacimiento de Atenea en el tímpano este del Partenón o la disputa por las tierras áticas entre Atenea y Poseidón en su lado oeste. Finalmente, en el frontón más reciente del templo de Cabiros en Samotracia, de finales del siglo III a. C., probablemente se representaba una leyenda de culto puramente local del santuario, que no tenía ningún interés general para Grecia.
En los templos romanos, las figuras del tímpano retroceden en favor de un relieve o los paneles del tímpano permanecen sin adornos y sin figuras.
- Tímpanos de la arquitectura clásica
- Uno de los pocos sectores de la escultura del tímpano del Partenón que están todavía en su lugar; los otros son los mármoles de Elgin en Londres
- Elementos del tímpano este de los Mármoles de Elgin en Londres
- Esculturas del tímpano oriental del templo de Zeus en Olimpia, ahora en el Museo Arqueológico de Olimpia

En la arquitectura clásica, y en el uso de los órdenes clásicos desde el Renacimiento en adelante, los ejemplos principales son generalmente triangulares. El tímpano de un frontón sobre una entrada suele ser el lugar más destacado, o el único, para disponer una escultura monumental en el exterior de un edificio.
- Tímpanos en los órdenes clásicos
- Tímpano triangular
- Uso del tímpano en los órdenes arquitectónicos: dórico, jónico, corintio, toscano, compuesto
- Ventana con tímpano curvo
- Puerta con tímpano roto
- Tímpano roto e invertido (puerta de la Súplica, Galería Uffizi, Florencia)

## Tímpanos románicos en la Edad Media
Si el tímpano de las portadas medievales no tiene precedentes en la Antigüedad (probablemente deriva del dintel o del frontón antiguo, siendo el uso de la bóveda de medio el que determina su forma), el arte románico provenzal tomó prestadas numerosas características estilísticas de la arquitectura de la antigüedad grecorromana.
Los paneles de la composición de los tímpanos y su división inducen en muchos de estos elementos arquitectónicos medievales, una construcción a modo de políptico como si pudiera abrirse y cerrarse sobre sí misma. La disposición de las escenas allí representadas conduce a su confrontación por superposición (paralelismos) o rotación (simetrías). Esta arquitectura compartimentada parece seguir los principios retóricos y mnemotécnicos del ars memoriæ
- Tímpanos románicos en Francia
- Porte Miègeville, Basílica de San Sernín, Toulouse, ca. 1115
- Tímpano de la abadía de San Pedro de Moissac
- El tímpano de Sainte-Foy de Conques
- Tímpano de Saint-Pierre de Carennac
- El tímpano de  de la catedral de Autun

Tras sus precursores de finales del siglo XI en España, los primeros relieves románicos surgieron rápidamente en el sur de Francia, en el tímpano de San Sernín en Toulouse (Porte Miègeville, hacia 1115), de abadía de San Pedro de Moissac con su visionaria expresividad y su excitada estilización, luego en Borgoña: el enorme tímpano de Cluny III, en su sucesora Santa Magdalena en la Basílica de Vézelay con una misión de los apóstoles, también muy conmovedora en sus formas, luego la de Autun con las figuraciones más delicadas y conmovedoras de un Juicio Final. 
Los relieves románicos del tímpano presentan predominantemente motivos de Maiestas Domini en una mandorla o representaciones del Juicio Final llevadas por ángeles alados o acompañadas por los cuatro evangelistas o sus figuras simbólicas. Un esquema de imagen popular para cuadros más pequeños es la figura de Cristo flanqueado por santos (especialmente Pedro y Pablo). 
Las representaciones figurativas no aparecieron en los tímpanos alemanes hasta 1230, con la transición del románico al gótico. Destacados tímpanos alemanes tempranos:  Friburgo, Golden Gate (alrededor de 1230), Catedral de Estrasburgo, portada del crucero sur (alrededor de 1230), Catedral de Bamberg, portada del Príncipe (alrededor de 1230-1240). En las iglesias góticas el abanico de temas se amplía ampliamente, se añaden representaciones mariológicas como la Asunción de María o la Coronación de la Virgen María (preferiblemente en las portadas norte), y hacia finales de la Edad Media también acontecimientos bíblicos y leyendas de En los santos, el estilo de representación cambia en consecuencia de lo simbólico a lo narrativo, de los motivos de imagen centrales dominantes a una resolución en narrativas de imágenes en forma de tiras.
- Tímpanos románicos en Alemania
- Goldene Pforte, ca. 1230, en la catedral de Friburgo
- Portada occidental de la Iglesia mayor de Ulm, historia de la creación, ca. 1380
- Tímpano gótico del XIV en la Frauenkirche (Esslingen am Neckar)

- Tímpanos románicos en España
- Tímpano de la Puerta del Cordero de la basílica de San Isidoro, León
- Detalle del tímpano de la puerta de la iglesia de Santiago de Corticela en Santiago de Compostela
- Iglesia de Santo Domingo (Soria)
- claustro de la catedral de Tarragona
- Pórtico de la Gloria, Catedral de Santiago de Compostela

## Tímpanos góticos en la Edad Media
- Tímpanos góticos
- Tímpano central de la portada real de la catedral de Chartres, ca. 1150.
- Arquivoltas rodeando un tímpano gótico de la fachada oeste de la catedral de Estrasburgo, Francia.
- Portal de la Virgen (1250) de la iglesia de Mont-devant-Sassey.
- Los tres tímpanos de la fachada principal de Notre-Dame de Paris.
- Portada principal de catedral de San Nicolás (Friburgo).

## Galería de imágenes
- Tympan du couvent augustinien adossé à l'église Saint-Étienne, quartier de San Marco à Venise.
- Tímpano esculpido en Stralsund, Germany
- Adoración de los Magos en un tímpano gótico de la iglesia de Saint-Thiébaut (Thann), Francia.
- Escena religiosa en un tímpano de la iglesia de San José, Clermont-Ferrand, Francia.
- Escenas de la vida de San Pedro y María en la iglesia gótica de San Pedro Apóstol, Vitoria (s. XIV, España)
- Tímpano de bronce en altorrelieve de Writing, Edificio Thomas Jefferson, Washington, DC, USA
- Tímpano de la catedral de Manila en Intramuros, Filipinas